# Grand River (Michigan)
Grand River – rzeka w Ameryce Północnej, o długości 406 km, najdłuższa rzeka stanu Michigan. Rzeka przez Indian zamieszkujących tereny obecnego Michigan nosi nazwę Owashtanong, co oznacza „wodę płynącą z daleka”.
Rzeka przepływa przez następujące miasta: Jackson, Eaton Rapids, Lansing, Grand Ledge, Portland, Ionia, Lowell, Grand Rapids oraz Grand Haven. Rzeka przepływa przez następujące hrabstwa: Jackson, Eaton, Ingham, Clinton, Ionia, Kent, Ottawa.
Głównymi dopływami są rzeki Thornapple, Maple oraz Flat Rivers, natomiast mniejszymi Sycamore Creek, Looking Glass, Rogue i Red Cedar Rivers. Zlewnia rzeki obejmuje 14 431 km² i jest położona od 384 m n.p.m. w okolicy źródeł do 176 m n.p.m. u ujścia do jeziora Michigan. Dorzecze jest orientacyjnie 217 km długie i 113 km szerokie. Tereny zlewni są przede wszystkim użytkowane rolniczo (53%) a następnie są to tereny zurbanizowane (27%) oraz lasy (20%).
W 2014 roku władze stanowe postanowiły przeznaczyć 342 tys. dolarów na zbudowanie 250-milowego szlaku wodnego od miasta Jackson do ujścia do jeziora Michigan. Program ma objąć budowę przystani i udogodnień dla kajaków oraz łodzi bez napędu motorowego.